# Copa Ecuador
La Copa Ecuador, denominada con su nombre comercial Copa Ecuador Ecuabet DirecTV, es una competición de fútbol, organizada por la Federación Ecuatoriana de Fútbol, que se juega bajo el sistema de eliminación directa y en la que participan clubes de todas las divisiones del sistema de ligas de fútbol de Ecuador y del fútbol amateur.
El actual campeón es el Club Deportivo El Nacional, que obtuvo su segundo título en la temporada 2024.

## Historia

### Antecedente
En 1970, se jugó un torneo con el nombre de Copa Ecuador. La AEF (hoy FEF) organizó este torneo con el objetivo de buscar un representante de Ecuador en la Copa Ganadores de Copa 1970, originalmente iba a ser un play-off de 8 clubes del 3.º al 10.º lugar del Campeonato Ecuatoriano de 1969 ya que el 1.º y 2.º clasificaban a Copa Libertadores 1970, y del 11.º al 14.º habían perdido la categoría. De los 8 clubes solo 3 decidieron participar siendo el ganador de la Copa Ecuador 1970 fue El Nacional, que ganó dicho triangular clasificando a la Copa Ganadores de Copa 1970.

### Inicios
En 2018, se creó la Liga Profesional de Fútbol del Ecuador, siendo esta la que se encarga de organizar los torneos de Serie A y Serie B desde 2019, dejando a la Federación Ecuatoriana de Fútbol (FEF) el torneo de Segunda Categoría y la dirección de las selecciones. Esto ocasionaría que la FEF y las asociaciones provinciales generen menos recursos económicos, por lo que, el 16 de mayo de 2018, el directorio de la FEF aprobó que a partir de 2018 se disputará la Copa Ecuador, en la cual participan equipos de Serie A, Serie B, Segunda Categoría y Fútbol Amateur. De esta manera, se diversifica el fútbol ecuatoriano llevándolo a diferentes provincias y se generan recursos económicos para la FEF y las asociaciones provinciales.

## Sistema de competición

### Participantes
La Copa Ecuador cuenta con 48 equipos participantes: los 16 de Serie A, los 10 de Serie B, 20 equipos de Segunda Categoría (campeón o subcampeón de los campeonatos provinciales) y dos equipos del Fútbol Amateur (campeón y subcampeón).

### Desarrollo
En la Primera fase (32 equipos), los dos equipos representantes del Fútbol Amateur, los 10 equipos de la Serie B y los 20 equipos de Segunda Categoría, serán emparejados mediante sorteo en 16 llaves, jugando bajo el sistema de eliminación directa en partidos de ida y vuelta. Los 16 ganadores de las llaves clasificarán a los Dieciseisavos de final.
En los Dieciseisavos de final (32 equipos), 16 equipos de Serie A y los 16 equipos clasificados de la Primera fase, serán emparejados por sorteo en 16 llaves. A partir de esta fase se jugarán Octavos de final, Cuartos de final y Final bajo el sistema de eliminación directa, las Semifinales se jugarán a partidos de ida y vuelta, y la final será a partido único con sede a definirse. 

### Clasificación a torneos internacionales
El equipo que quede campeón de la Copa Ecuador clasifica como Ecuador 4 a la Conmebol Libertadores de la siguiente temporada. En caso de que el campeón esté clasificado a la Conmebol Libertadores de la siguiente temporada o haya clasificado como Ecuador 1, 2 o 3 a la Conmebol Sudamericana, el cupo de Ecuador 4 lo obtiene el subcampeón o el equipo de mejor rendimiento que no esté clasificado a ningún torneo internacional.

### Clasificación a la Supercopa de Ecuador
El equipo que quede campeón de la Copa Ecuador clasifica a la Supercopa de Ecuador de la siguiente temporada para enfrentarse al campeón de la Serie A de Ecuador. En caso de que un mismo equipo sea campeón de los dos torneos, el cupo a la Supercopa de Ecuador lo obtiene el subcampeón.

## Palmarés

### Cuadro de honor
| Temporada | Campeón                                           | Resultado                                         | Subcampeón                                        | Semifinalistas                                    | Semifinalistas                                    |            |
| --------- | ------------------------------------------------- | ------------------------------------------------- | ------------------------------------------------- | ------------------------------------------------- | ------------------------------------------------- | ---------- |
| 1970      | El Nacional                                       | Pts.                                              | Barcelona                                         | Everest                                           | Everest                                           |            |
| 1971-2017 | Torneo descontinuado                              | Torneo descontinuado                              | Torneo descontinuado                              | Torneo descontinuado                              | Torneo descontinuado                              |            |
| 2018-19   | Liga de Quito                                     | 2:0 / 1:3 (v.)                                    | Delfín                                            | Emelec                                            | Barcelona                                         |            |
| 2020-2021 | Torneo cancelado debido a la pandemia de COVID-19 | Torneo cancelado debido a la pandemia de COVID-19 | Torneo cancelado debido a la pandemia de COVID-19 | Torneo cancelado debido a la pandemia de COVID-19 | Torneo cancelado debido a la pandemia de COVID-19 |            |
| 2022      | Independiente del Valle                           | 3-1                                               | 9 de Octubre                                      | El Nacional                                       | Mushuc Runa                                       |            |
| 2023      | Torneo cancelado por temas económicos             | Torneo cancelado por temas económicos             | Torneo cancelado por temas económicos             | Torneo cancelado por temas económicos             | Torneo cancelado por temas económicos             |            |
|           |                                                   |                                                   |                                                   |                                                   |                                                   |            |
| 2024      | El Nacional                                       | 1-0                                               | Independiente del Valle                           | Mushuc Runa                                       | Universidad Católica                              |            |
| 2025      | En disputa                                        | En disputa                                        | En disputa                                        | En disputa                                        | En disputa                                        | En disputa |

### Estadísticas por equipo
| Equipo                  | Títulos | Subcampeonatos | Semifinales | Temporadas campeón | Temporadas subcampeón | Temporadas semifinal |
| ----------------------- | ------- | -------------- | ----------- | ------------------ | --------------------- | -------------------- |
| El Nacional             | 2       |                | 1           | 1970, 2024         |                       | 2022                 |
| Independiente del Valle | 1       | 1              |             | 2022               | 2024                  |                      |
| Liga de Quito           | 1       |                |             | 2018-19            |                       |                      |
| Barcelona               |         | 1              | 1           |                    | 1970                  | 2018-19              |
| Delfín                  |         | 1              |             |                    | 2018-19               |                      |
| 9 de Octubre            |         | 1              |             |                    | 2022                  |                      |
| Mushuc Runa             |         |                | 2           |                    |                       | 2022, 2024           |
| Everest                 |         |                | 1           |                    |                       | 1970                 |
| Emelec                  |         |                | 1           |                    |                       | 2018-19              |
| Universidad Católica    |         |                | 1           |                    |                       | 2024                 |

### Estadísticas por provincia
| Provincia  |   | Títulos                                                       |   | Subcampeonatos                 |   | Semifinales                              |
| ---------- | - | ------------------------------------------------------------- | - | ------------------------------ | - | ---------------------------------------- |
| Pichincha  | 4 | El Nacional (2) Liga de Quito (1) Independiente del Valle (1) | 1 | Independiente del Valle (1)    | 2 | El Nacional (1) Universidad Católica (1) |
| Guayas     |   |                                                               | 2 | Barcelona (1) 9 de Octubre (1) | 3 | Everest (1) Barcelona (1) Emelec (1)     |
| Manabí     |   |                                                               | 1 | Delfín (1)                     |   |                                          |
| Tungurahua |   |                                                               |   |                                | 2 | Mushuc Runa (2)                          |

### Goleadores por torneo
| Temporada | Jugador                        | Equipo           | Goles |
| --------- | ------------------------------ | ---------------- | ----- |
| 2018-19   | Jefferson Najera Carlos Garcés | La Gloria Delfín | 5     |
| 2022      | Gabriel Cortez                 | 9 de Octubre     | 6     |
| 2024      | Edinson Mero                   | Guayaquil City   | 6     |

## Datos

### Campeonato
- Primer partido: Everest 0 - 3 Insutec (10 de noviembre de 2018 en el Estadio Alejandro Ponce Noboa).
- Primer gol: Ricardo Llorente con el Insutec. Everest 0 - 3 Insutec (10 de noviembre de 2018 en el Estadio Alejandro Ponce Noboa).
- Primer triunfo local: Espoli 2 - 0 Anaconda (10 de noviembre de 2018 en el Estadio Gilberto Rueda Bedoya)
- Primer triunfo visitante: Everest 0 - 3 Insutec (10 de noviembre de 2018 en el Estadio Alejandro Ponce Noboa).
- Máxima goleada: Valle Catamayo 1 - 9 La Gloria (10 de noviembre de 2018 en el Estadio Reina del Cisne).